# 马尔库
马尔库（法語：Marcoux，法語發音：[maʁku]）是法国卢瓦尔省的一个市镇，属于蒙布里松区。

## 地理
马尔库（45°42'39"N, 4°0'48"E）面积15.3 平方千米，位于法国奥弗涅-罗讷-阿尔卑斯大区卢瓦尔省，该省份为法国中南部省份，北起顺时针与索恩-卢瓦尔省、罗讷省、伊泽尔省、阿尔代什省、上盧瓦爾省、多姆山省和阿列省接壤。
与马尔库接壤的市镇（或旧市镇、城区）包括：马西伊勒沙泰勒、蒙凡尔登、圣博内勒库罗、圣乔治昂库藏、特雷兰。

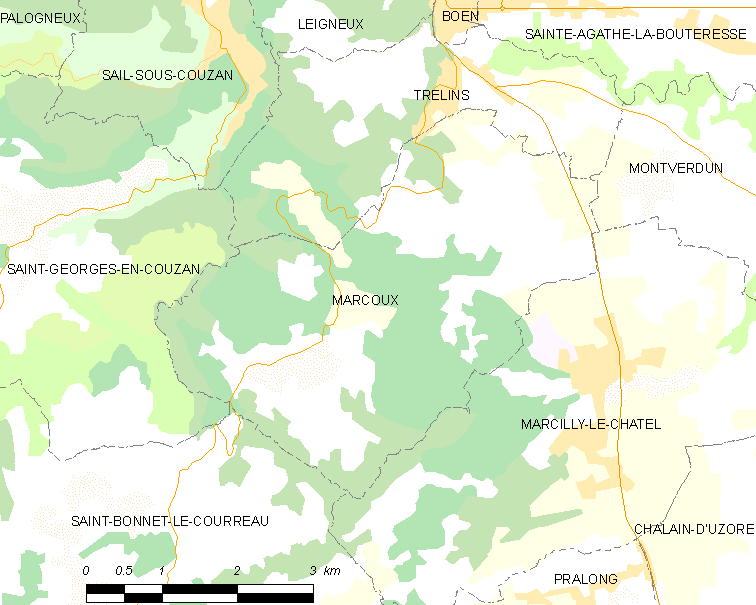
马尔库的OSM定位图

马尔库的时区为UTC+01:00、UTC+02:00（夏令时）。

## 行政
马尔库的邮政编码为42130，INSEE市镇编码为42136。

## 政治
马尔库所属的省级选区为利尼翁河畔博安县。

## 人口

1962-2008年间马尔库人口变化图示

马尔库于2022年1月1日时的人口数量为783人。